# Сан-Франсиско (футбольный клуб)
«Сан-Франси́ско» — панамский футбольный клуб из города Ла-Чоррера, в настоящий момент выступает в Лиге Панаменья, сильнейшем дивизионе Панамы.

## История
Клуб основан 29 сентября 1971 года. Клуб назван в честь покровителя города Ла-Чоррера святого Франциска из Паолы. Домашние матчи «Сан-Франсиско» проводит на стадионе «Агустин Мукита Санчес», вмещающем 8 000 зрителей. «Сан-Франсиско» является восьмикратным чемпионом Панамы, и является по этому показателю третьим по титулованности клубом страны. «Сан-Франсиско» многократно принимал участие в различных международных турнирах КОНКАКАФ, но особого успеха в них не добивался. 

## Достижения
- Чемпионат Панамы по футболу: 
  - Чемпион (9): 1994/95, 1995/96, Кл. 2005, Ап. 2006, Кл. 2007, Ап. 2008, Ап. 2009, Кл. 2011, Ап. 2014.
  - Вице-чемпион (8): 1988, 1989, Ап. 2001, Ап. 2002, Кл. 2004, Ап. 2007, Кл. 2010, Ап. 2010.